# Gaboni nektármadár
A gaboni nektármadár (Anthreptes gabonicus) a madarak (Aves) osztályának a verébalakúak (Passeriformes) rendjébe, ezen belül a nektármadárfélék (Nectariniidae) családjába tartozó faj.

## Rendszerezése
A fajt Gustav Hartlaub német pszichológus és ornitológus írta le 1861-ben, a Nectarinia nembe Nectarinia gabonica néven. Egyes szervezetek a Hedydipna nembe sorolják Hedydipna gabonica néven.

## Előfordulása
Angola, Bissau-Guinea, Burkina Faso, Elefántcsontpart, Egyenlítői-Guinea, Kamerun, a Kongói Demokratikus Köztársaság, a Kongói Köztársaság, Gabon, Gambia, Ghána, Guinea, Libéria, Nigéria, Szenegál és Sierra Leone területén honos. 
Természetes élőhelyei a szubtrópusi és trópusi síkvidéki esőerdők, mangroveerdők és sós mocsarak, valamint ültetvények. Állandó, nem vonuló faj.

## Megjelenése
Testhossza 10 centiméter.

## Természetvédelmi helyzete
Az elterjedési területe rendkívül nagy, egyedszáma pedig stabil. A Természetvédelmi Világszövetség Vörös listáján nem fenyegetett fajként szerepel.